# Забурдяевский
Забурдяевский — хутор в Урюпинском районе Волгоградской области России в составе Добринского сельского поселения. Хутор состоит из 5 улиц и 1 переулка.
Население — 200 (2010) человек.

## История
Дата основания не установлена. В 1837 году в нем было 12 дворов. Хутор относился к юрту станицы Добринской Хопёрского округа Земли Войска Донского (с 1870 — Область Войска Донского). В 1859 году на хуторе проживало 69 душ мужского и 85 женского пола. Согласно переписи населения 1897 года на хуторе проживало 178 мужчин и 185 женщин. Большинство населения было неграмотным: грамотных мужчин — 52, женщин — нет.
В 1908 году в хуторе Забурдяевском было открыто приходское училище. Согласно алфавитному списку населённых мест Области Войска Донского 1915 года на хуторе имелись 2 хуторских правления, приходское училище, земельный надел хутора составлял 933 десятины, проживало 270 мужчины и 172 женщины.
С 1928 года — в составе Урюпинского района Хопёрского округа (упразднён в 1930 году) Нижне-Волжского края (с 1934 года — Сталинградского края). В 1929 году организован колхоз «Красный Партизан» (с 1935 года — колхоз имени Кирова)
В 1935 году хутор передан в состав Добринского района (упразднён в 1966 году) Сталинградского края (с 1936 года — Сталинградской области, с 1954 по 1957 год район входил в состав Балашовской области). В 1963 году в связи с упразднением Добринского района хутор вновь передан в состав Урюпинского района.

## География
Хутор находится в луговой степи, в пределах Калачской возвышенности, на правом и левом берегах реки Топкая. Рельеф местности холмистый, сильно пересечённый оврагами и балками. Центр хутора расположен на высоте около 90 метров над уровнем моря. С запада хутор граничит с хутором Егоровским. Почвы — лугово-чернозёмные и чернозёмы обыкновенные. В районе машинно-тракторной станции хутор граничит с хутором Кудряшёвским  — административным центром Забурдяевского сельского поселения. К востоку от хутора расположены хутора  Тополевский и Студеновский.
Через хутор проходит автодорога Урюпинск (с 11 км) — Беспаловский. По автомобильным дорогам расстояние до районного центра города Урюпинска составляет 24 км, до областного центра города Волгоград — 360 км.
Климат
Климат умеренный континентальный (согласно классификации климатов Кёппена — Dfb). В 150—200 км к югу от среднего значения климато- и ветроразделяющей оси Воейкова. Многолетняя норма осадков — 480 мм. В течение города количество выпадающих атмосферных осадков распределяется относительно равномерно: наибольшее количество осадков выпадает в июне — 51 мм, наименьшее в феврале — 27 мм. Среднегодовая температура положительная и составляет + 6,8 °С, средняя температура самого холодного месяца января −9,1 °С, самого жаркого месяца июля +21,4 °С.
Часовой пояс
Забурдяевский, как и вся Волгоградская область, находится в часовой зоне МСК (московское время). Смещение применяемого времени относительно UTC составляет +3:00.

## Население
Динамика численности населения по годам:
| 1859 | 1873 | 1897 | 1915 | 1989 | 2002 |
| ---- | ---- | ---- | ---- | ---- | ---- |
| 154  | 247  | 363  | 442  | ≈240 | 232  |

| 2010 |
| ---- |
| 200  |